# Ramnath Goenka

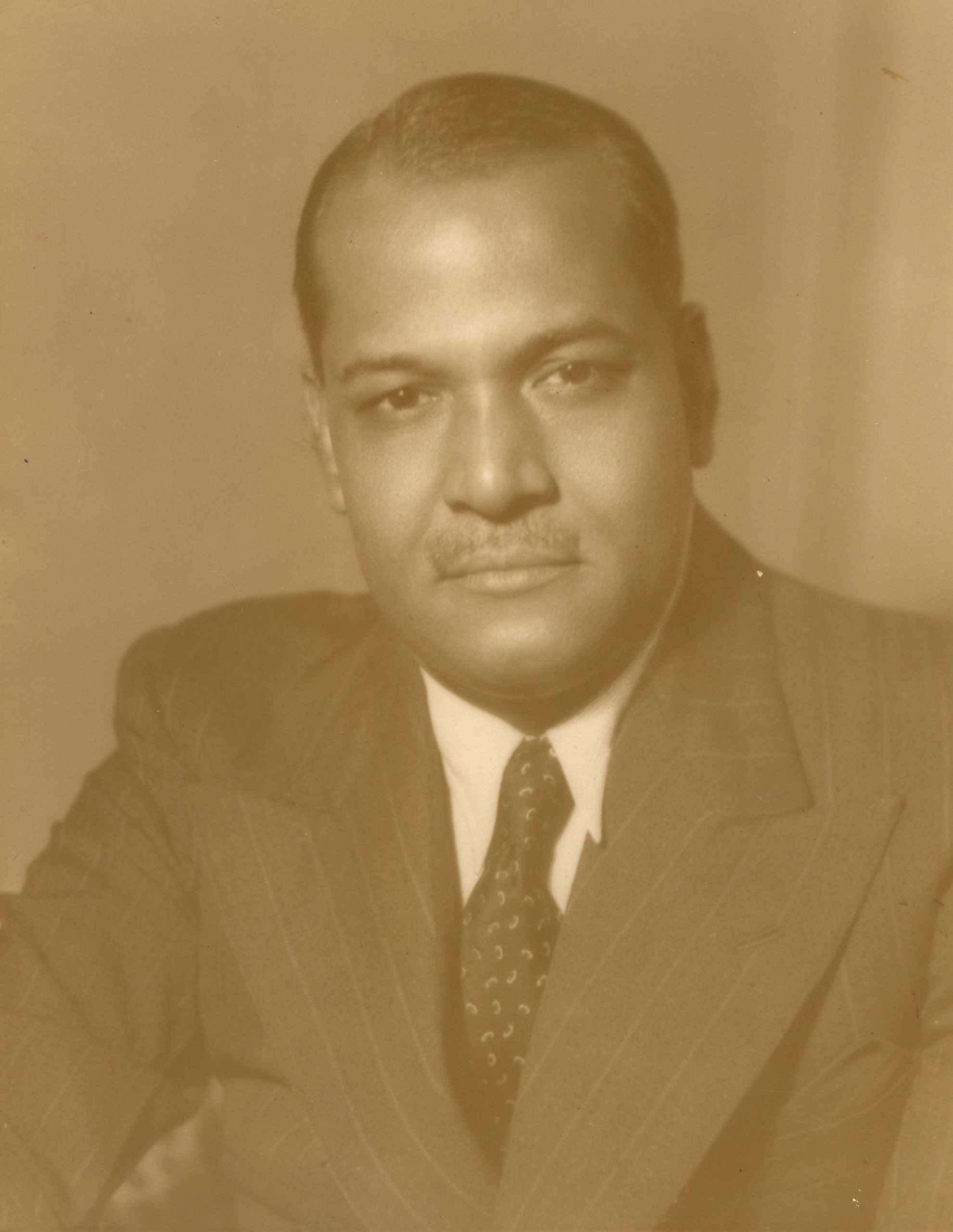
Ramnath Goenka

Ramnath Goenka (Darbhanga, 22 aprile 1904 – Mumbai, 5 ottobre 1991) è stato un imprenditore e giornalista indiano.

## Biografia
Nato a Darbhanga e figlio di Basantlal Goenka, nel 1922 si trasferì a Madras come agente della Sukhdevdoss Ramprasad con un salario di circa 30 rupie, trovando ospitalità al numero 23 di Peria Naicker Street, presso una famiglia di cognome Chaudhry, che proveniva da un villaggio.
Nel 1932 fondò The Indian Express, e, a seguire, l'Indian Express Group che curò la pubblicazione di testate giornalistiche in lingua inglese e in vari idiomi regionali dell'India.
La rivista India Today lo ha classificato nella 100 People Who Shaped India dell'anno 2000 ("le 100 persone che hanno dato forma all'India").
 
Alla sua memoria è intitolato il premio giornalistico Ramnath Goenka Excellence in Journalism Awards, uno dei più prestigiosi riconoscimenti per i giornalisti indiani.
Membro dell'Assemblea Costituente dell'India, fu insignito dall'impero britannico col titolo onorifico di Rai Sahib.